# Monika Schäfer
Monika Schäfer (Monika Irene Schäfer, geb. Breithecker; * 6. Oktober 1959 in Kirberg) ist eine ehemalige deutsche Langstreckenläuferin.
1984 wurde sie bei den Leichtathletik-Halleneuropameisterschaften in Göteborg Vierte über 3000 Meter, 1985 gewann sie den Kasseler Citylauf, und 1986 wurde sie Dritte beim Berlin-Marathon. 
1987 wurde sie jeweils Zweite beim Hamburg-Marathon und bei den Deutschen Meisterschaften im 10.000-Meter-Lauf. Beim Marathon der Leichtathletik-Weltmeisterschaften in Rom gab sie nach 10 Kilometern auf, beim New-York-City-Marathon wurde sie Achte.
Nach einer mehrjährigen Wettkampfpause wurde sie 1991 Zweite bei den Deutschen Meisterschaften im 15-km-Straßenlauf. 1994 wurde sie Deutsche Meisterin im Halbmarathon. Im Jahr darauf wurde sie Deutsche Hallenmeisterin über 3000 Meter. Im Freien wurde sie bei den Deutschen Meisterschaften Zweite über 10.000 Meter und Dritte über 5000 Meter. Bei den Weltmeisterschaften in Göteborg schied sie über letztere Distanz im Vorlauf aus, bei den Deutschen Meisterschaften im Halbmarathon wurde sie Vierte, und bei den Halbmarathon-Weltmeisterschaften in Belfort erreichte sie nicht das Ziel. 1996 verteidigte sie ihren nationalen Hallentitel über 3000 Meter.
Monika Schäfer startete bis 1983 für den LC Mengerskirchen und danach für das LAC Quelle. Von Beruf ist sie zahnmedizinische Fachhelferin.

## Persönliche Bestzeiten
- 1500 m: 4:13,11 min, 6. September 1983, Ingelheim am Rhein
- 3000 m: 8:59,09 min, 6. Juni 1992, Leverkusen
  - Halle: 8:56,45 min, 31. Januar 1996, Erfurt
- 5000 m: 15:23,46 min, 22. Juli 1995, Hechtel
- 10.000 m: 32:27,2 min, 3. Oktober 1991, Wetzlar
- Halbmarathon: 1:13:56 h, 9. September 1995, Maximiliansau
- Marathon: 2:33:22 h, 26. April 1987, Hamburg